# Бриод
Бриод (фр. Briod) насеље је и општина у источној Француској у региону Франш-Конте, у департману Јура која припада префектури Лон ле Соније.
По подацима из 2011. године у општини је живело 212 становника, а густина насељености је износила 52,48 становника/km². Општина се простире на површини од 4,04 km². Налази се на средњој надморској висини од 550 метара (максималној 555 m, а минималној 505 m).

## Демографија
| 1962. | 1968. | 1975. | 1982. | 1990. | 1999. | 2011. |
| ----- | ----- | ----- | ----- | ----- | ----- | ----- |
| 68    | 87    | 80    | 141   | 141   | 164   | 212   |

График промене броја становника у току последњих година